# Beierolpium lawrencei
Espèce
Synonymes
- Calocheiridius lawrencei Beier, 1964

Beierolpium lawrencei est une espèce de pseudoscorpions de la famille des Olpiidae.

## Distribution
Cette espèce se rencontre en Afrique du Sud et au Kenya.

## Description
Le mâle mesure 2 mm et la femelle 2,5 mm.

## Systématique et taxinomie
Cette espèce a été décrite sous le protonyme Calocheiridius lawrencei par Beier en 1964. Elle est placée dans le genre Xenolpium par Beier en 1965puis dans le genre Beierolpium par Heurtault en 1977.

## Étymologie
Cette espèce est nommée en l'honneur de Reginald Frederick Lawrence.

## Publication originale
- Beier, 1964 : Weiteres zur Kenntnis der Pseudoscorpioniden-Fauna des südlichen Afrika. Annals of the Natal Museum, vol. 16, p. 30-90 (texte intégral).